# Llorenç Rosselló
Llorenç Rosselló (* 1867; † 1901) war ein spanischer Bildhauer.
Rosselló lebte in Alaró auf der spanischen Mittelmeerinsel Mallorca und galt als einer der besten Bildhauer der Insel. Mehrere seiner Werke befinden sich auf öffentlichen Plätzen.

## Werke (Auswahl)
- Steinschleuderer, am Parc de Mar in Palma
- Retorn al bon camí, auf der Plaça da la Vila in Alaró